# Phaedrotes piasus
Phaedrotes piasus är en fjärilsart som beskrevs av Jean Baptiste Boisduval 1852. Phaedrotes piasus ingår i släktet Phaedrotes och familjen juvelvingar. Inga underarter finns listade i Catalogue of Life.